# Peña Blanca, San Luis Potosí
Peña Blanca är en ort i Mexiko.   Den ligger i kommunen Xilitla och delstaten San Luis Potosí, i den centrala delen av landet, 220 km norr om huvudstaden Mexico City. Peña Blanca ligger 597 meter över havet och antalet invånare är 742.
Terrängen runt Peña Blanca är kuperad österut, men västerut är den bergig. Terrängen runt Peña Blanca sluttar österut. Runt Peña Blanca är det ganska tätbefolkat, med 90 invånare per kvadratkilometer. Närmaste större samhälle är Xilitla, 4,8 km söder om Peña Blanca. I omgivningarna runt Peña Blanca växer i huvudsak städsegrön lövskog.